# Bataille de Yaaroubiyé (février-mars 2013)
Pour les articles homonymes, voir Bataille de Yaaroubiyé.
Guerre civile syrienne
Batailles
La bataille Yaaroubiyé a lieu lors de la guerre civile syrienne. Elle se déroule en février et en mars 2013 et s'achève par la victoire des rebelles qui s'emparent de la ville de Yaaroubiyé et de son poste-frontière avec l'Irak.  

## Déroulement
Au début de l'année 2013, un groupe rebelle, Ahrar al-Jazeera (en), est formé à Yaaroubiyé et entre en conflit avec l'armée syrienne. Il est par la suite renforcé par le Front al-Nosra, Ahrar al-Cham et Ghouraba al-Cham.
Le 28 février 2013, les djihadistes du Front al-Nosra prennent le contrôle du poste-frontière de Yaaroubiyé. Celui-ci avait déjà été pris par les rebelles, puis reconquis par les loyalistes en 2012. 
Cependant le 1er mars, l'armée syrienne reprend le poste-frontière, ainsi que la moitié de la ville de Yaaroubiyé,.
De l'autre côté de la frontière, l'armée irakienne reste neutre pendant les combats, bien que des tirs effectués par les deux camps atterrissent en territoire irakien. Le 2 mars, Selim Idriss, le général en chef de l'Armée syrienne libre, accuse l'armée irakienne d'avoir ouvert le feu sur les rebelles, mais le gouvernement irakien dément. Un soldat irakien est également tué le même jour par des tirs venus de Syrie.
Le 2 mars, les combats se poursuivent. Les rebelles tiennent toujours la moitié de la ville et reprennent le contrôle du poste-frontière,. Début mars, la ville de Yaaroubiyé tombe entièrement aux mains des rebelles et des djihadistes.

## Suites
Le 2 mars, 65 soldats et fonctionnaires syriens se réfugient en Irak. Quatre soldat syriens blessés sont transférés à l'hôpital de Rabia, situé juste de l'autre côté de la frontière, en Irak. Les soldats et fonctionnaires syriens font ensuite mouvement en direction du poste-frontière d'al-Walid, escortés par des soldats irakiens, afin de regagner la Syrie. Mais le 4 mars, ils tombent dans une embuscade tendue par l'État islamique en Irak à Akachat, dans la province d'al-Anbar et sont presque tous massacrés,,,,.
Le 7 mars, le gouvernement irakien ferme le poste-frontière de Yaaroubiyé et y envoie des forces de l'armée en renfort.
Par la suite, la ville de Yaaroubiyé passe sous le contrôle des djihadistes ; les forces d'Ahrar al-Jazeera (en) sont chassées de la ville par le Front al-Nosra. De nombreux habitants fuient également vers les territoires contrôlés par les Kurdes au Nord.